# 성천 김씨
성천 김씨(成川金氏)는 한국의 성씨이다.
시조 김한초(金漢貂)는 김알지의 후손으로, 고려에서 국자감(國子監) 주부를 지냈다.

## 참고 자료
- “성천김씨(成川金氏)”. 뿌리를 찾아서.[깨진 링크(과거 내용 찾기)]